# Floyd Wedderburn
Floyd E. Wedderburn (Kingston, 10 agosto 1975) è un ex giocatore di football americano giamaicano che ha militato nel ruolo di offensive guard nella National Football League (NFL).

## Carriera
Wedderburn fu scelto nel corso del quinto giro (140º assoluto) del draft NFL 1999 dai Seattle Seahawks. Vi giocò per tutta la carriera fino al 2002. Dopo non essere mai sceso in campo nella sua stagione da rookie, nella successiva disputò tutte le 16 partite della stagione regolare come titolare. L'anno seguente perse il posto da partente, riconquistandolo nel 2002.